# Пахляев, Юрий Сергеевич
Юрий Сергеевич Пахляев (20 декабря 1974, Бор, Горьковская область, РСФСР, СССР) — казахстанский легкоатлет, выступавший в прыжках в высоту. Участвовал в летних Олимпийских играх 2000 года. Двукратный чемпион Азии 2000 и 2004 годов.

## Биография
Юрий Пахляев родился 20 декабря 1974 года в городе Бор Горьковской области (сейчас Нижегородская область).
Жил в посёлке Южный Карагандинской области, затем в Темиртау и Караганде. Начал заниматься лёгкой атлетикой в 1988 году в темиртауской средней школе №18 под руководством первого тренера Риммы Габдулиной. Затем тренировался у известного в Казахстане специалиста Вячеслава Орлова.
Окончил колледж олимпийского резерва им. Алии Молдагуловой в Караганде, затем учился на факультете физкультуры и спорта Карагандинского госуниверситета имени академика Е. П. Букетова. 
Выступал в прыжках в высоту. Представлял Караганду. Четыре раза выигрывал чемпионат Казахстана (2000, 2002—2004).
В 2000 году одержал первую в карьере крупную международную победу, завоевав золотую медаль на чемпионате Азии по лёгкой атлетике в Джакарте. Пахляев взял планку на высоте 2,23 метра и благодаря меньшему числу неудачных попыток опередил Ван Чжоучжоу из Китая.
В том же году вошёл в состав сборной Казахстана на летних Олимпийских играх в Сиднее. В квалификации прыгнул на 2,24 метра, но трижды неудачно пытался повторить лучший в карьере результат (2,27) и не попал в финал, занял в итоговой классификации 19-е место.
В 2001 году завоевал бронзовую медаль на Восточноазиатских играх в Осаке. Пахляев прыгнул на 2,15 метра и уступил Ли Джинтэк из Южной Кореи (2,23) и Такахисе Ёсиде из Японии (2,20).
В 2002 году участвовал в летних Азиатских играх в Пусане, но смог взять только 2,10 метра и занял 8-е место.
В 2004 года стал победителем чемпионата Азии по лёгкой атлетике в помещении, проходившего в Тегеране. Пахляев показал результат 2,23 метра.
Трижды выигрывал Центральноазиатские игры.
Мастер спорта международного класса Казахстана.
Завершил карьеру в 2005 году.

## Личные рекорды
- Прыжки в высоту — 2,26 (15 июля 2000, Алма-Ата)[5]
- Прыжки в высоту (в помещении) — 2,27 (28 февраля 1997, Ташкент)[4]